# Calamagrostis viridiflavescens
Calamagrostis viridiflavescens är en gräsart som först beskrevs av Jean Louis Marie Poiret, och fick sitt nu gällande namn av Ernst Gottlieb von Steudel. Calamagrostis viridiflavescens ingår i släktet rör, och familjen gräs. Inga underarter finns listade i Catalogue of Life.